# 尹祖伊
尹祖伊，贵州贵阳人，清朝政治人物、同進士出身。
雍正八年（1730年）庚戌科進士，三甲二百七十名，官雲南富民縣知縣。